# Покровский кантон
Покровский кантон — административно-территориальная единица АССР немцев Поволжья, существовавшая в 1922—1934 годах. Административный центр - г. Покровск.
Покровский кантон был образован 22 июня 1922 года в результате присоединения к Трудовой коммуне немцев Поволжья Покровского уезда Саратовской губернии.
Постановлением ВЦИК от 10 февраля 1934 года Покровский кантон был ликвидирован. Значительная часть его территории была подчинена Энгельсскому горсовету (Энгельсская пригородная зона), а оставшаяся часть передана Мариентальскому кантону.

### Национальный состав
| Национальность | 1926           |
| -------------- | -------------- |
| Украинцы       | 17294 (80,5 %) |
| Русские        | 2203 (10,3 %)  |
| Немцы          | 1813 (8,4 %)   |
| Прочие         | 177            |
| Всего          | 21487 (100 %)  |